# Quimperlé
Quimperlé (Kemperle en bretón), es una comuna francesa del departamento de Finistère situada en la región de Bretaña.

## Geografía
Qumimperlé se sitúa en el sureste del departamento de Finistère, a 19,7 km de Lorient y a 44 km de Quimper. Desde el punto de vista histórico, la ciudad pertenece a Cornualles.
El nombre Quimperlé viene de "kemper", que significa confluencia en bretón, y de "Ellé", uno de los ríos que atraviesan la localidad. Efectivamente el Ellé y el Isole confluyen a la altura de Quimperlé para dar lugar a La Laïta, una ría de 15 km que fue navegable y que permitió la aparición de un puerto en Quimperlé.
A nivel urbano se distingue claramente la ciudad baja, situada en la confluencia de los ríos y polarizada históricamente por la abadía Sainte-Croix, de la ciudad alta, surgida alrededor de la Iglesia de Saint-Michel.

## Historia
Durante la Alta Edad Media debió existir un primer asentamiento bretón que fue destruido en el año 868 debido a un incursión normanda. La ciudad, una vez reconstruida, tomó el nombre actual. 
Según la tradición el 14 de septiembre de 1029 fue fundada la abadía benedictina Sainte-Croix, que se enriqueció rápidamente y despertó la codicia de los condes de Cornualles y después de los duques de Bretaña. No en vano el geógrafo árabe Al Idrisi aseguraba en 1154 que "Kimberlik" era « una ciudad bien situada, pequeña y animada, que posee mercados activos y muchas industrias ». En el siglo XIII, el duque Juan I el Rojo mandó construir una muralla para proteger a la ciudad baja.
Durante el siglo XVI Quimperlé no se libró de las perturbaciones originadas por las guerras de religión francesas, e incluso llegó a ser brevemente ocupada en 1594 por el ejército español comandado por Juan del Águila.
En el siglo XVIII el comercio marítimo se debilita debido al colmatamiento de La Laïta, sin embargo la actividad industrial aumenta, impulso que se acentuará en el siglo XIX.

## Lugares y monumentos
- La iglesia abacial Sainte-Croix, fundada en el siglo XI, es un magnífico ejemplo de templo de planta circular. Tras el derrumbe del campanario en 1862 se realizó una profunda restauración que intentó acentuar el carácter románico de la iglesia. Destaca una cripta del siglo XI, el coro y la cabecera, un retablo monumental y un complejo escultórico representando el Santo Entierro, ambos del siglo XVI.

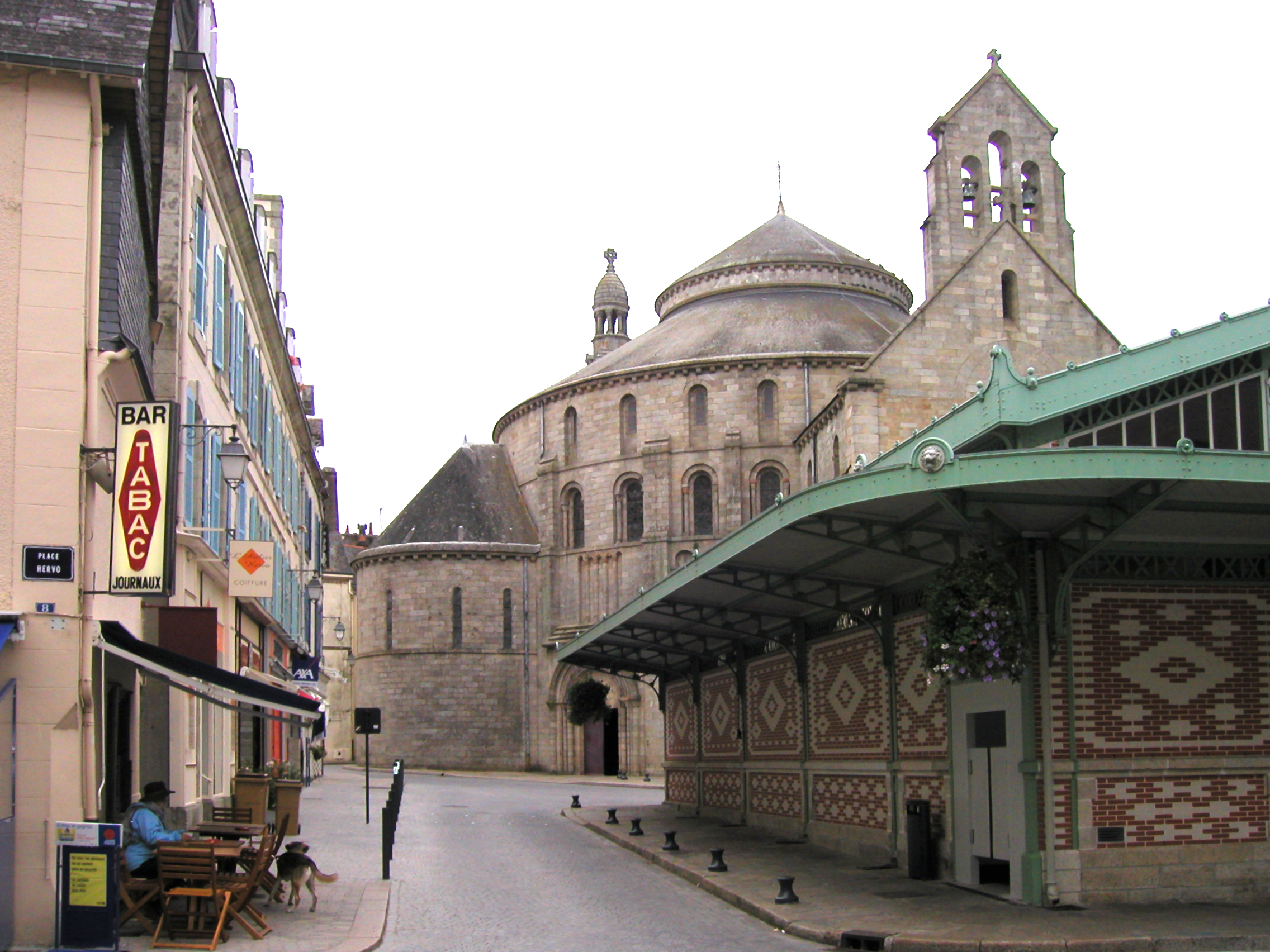
Vista exterior con el mercado.
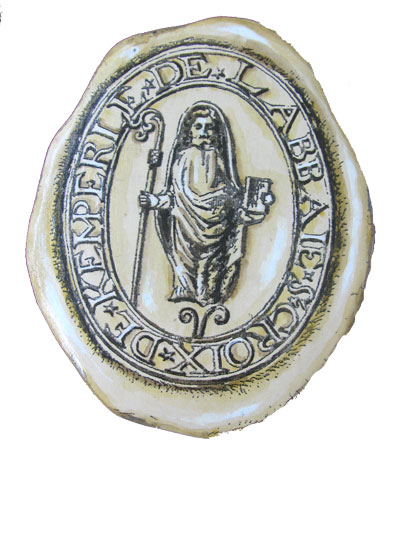
Sello medieval de la abadía.
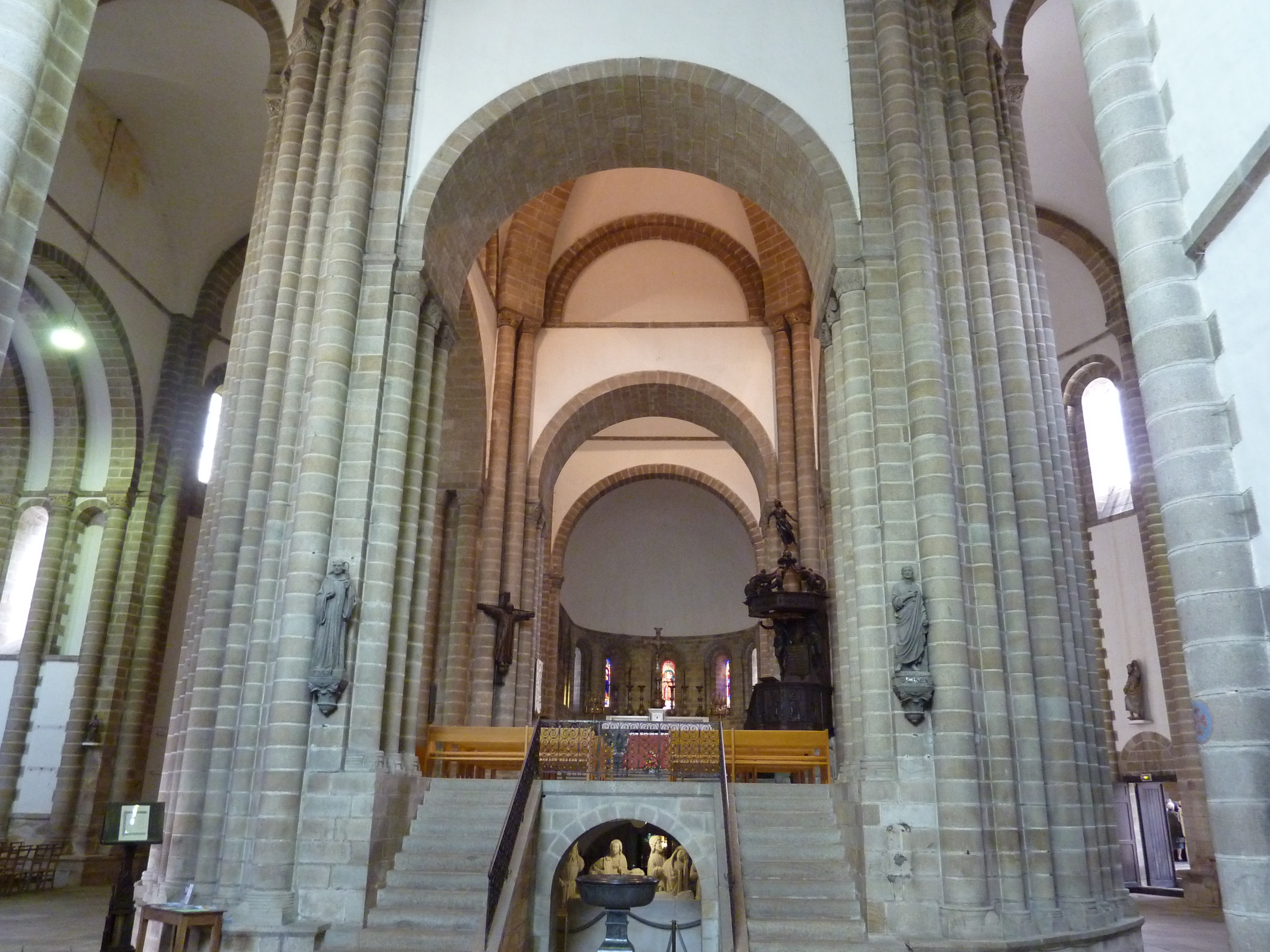
Coro.
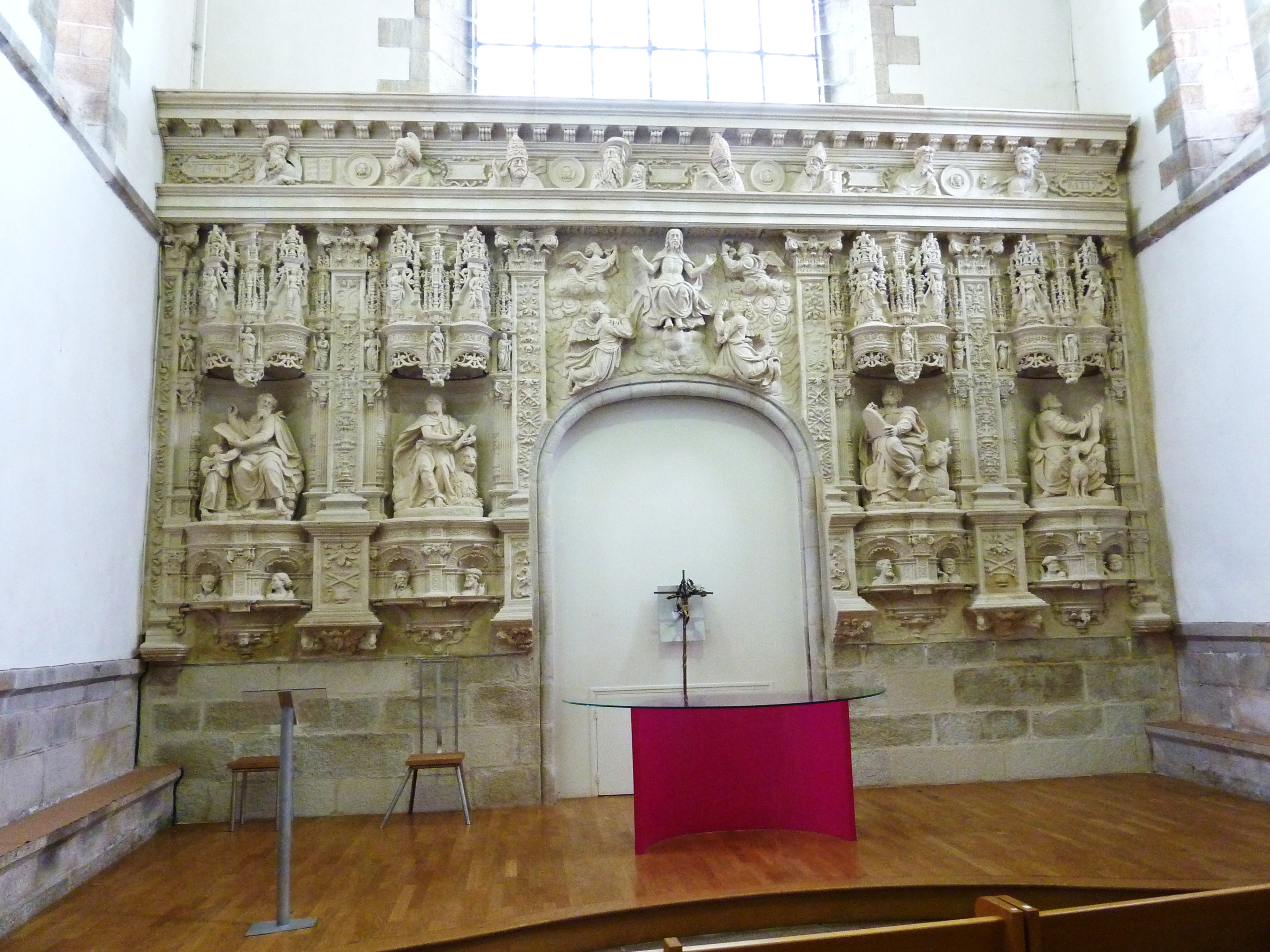
Retablo del siglo XVI.
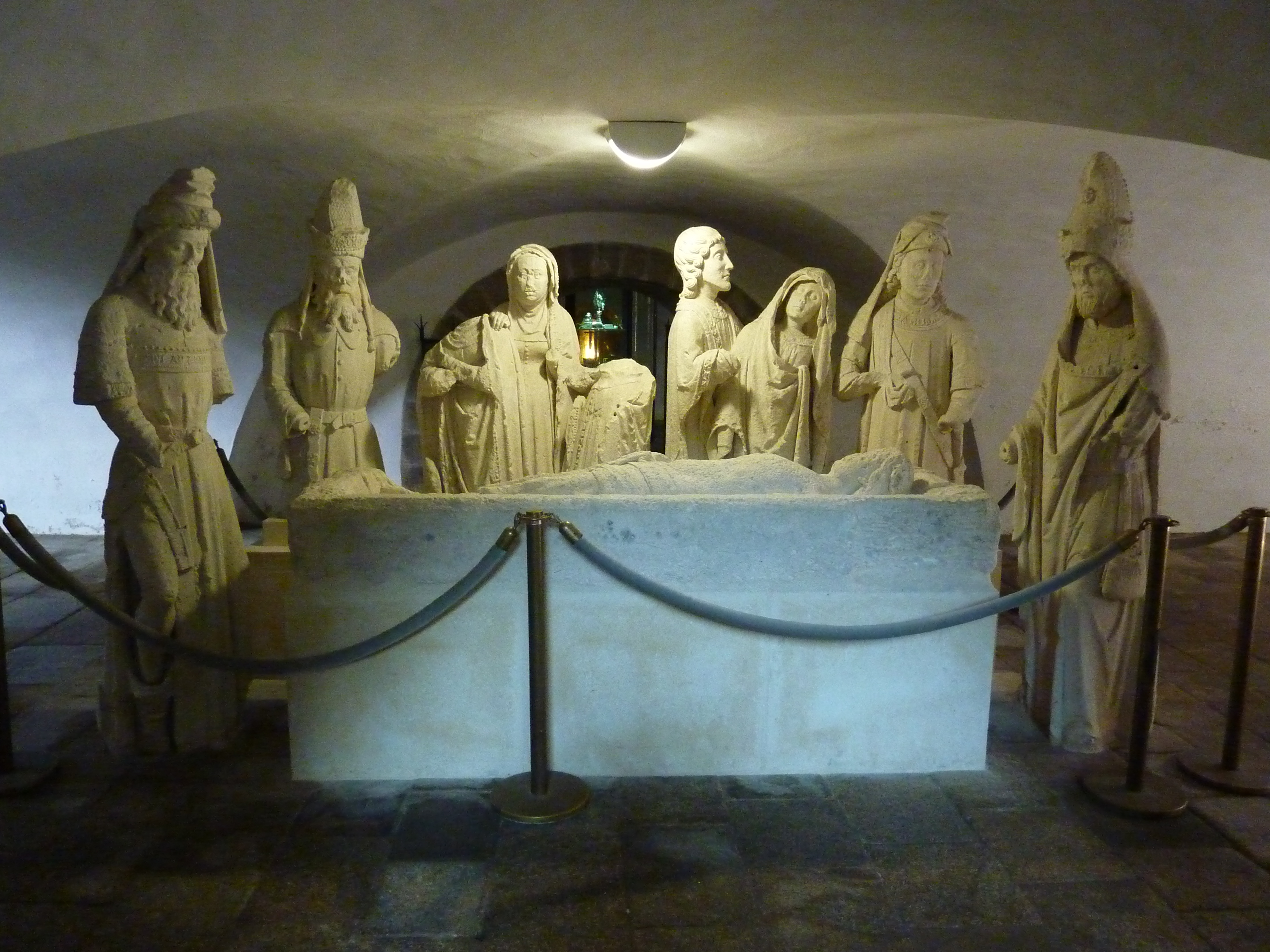
Complejo escultórico del "Santo Entierro".
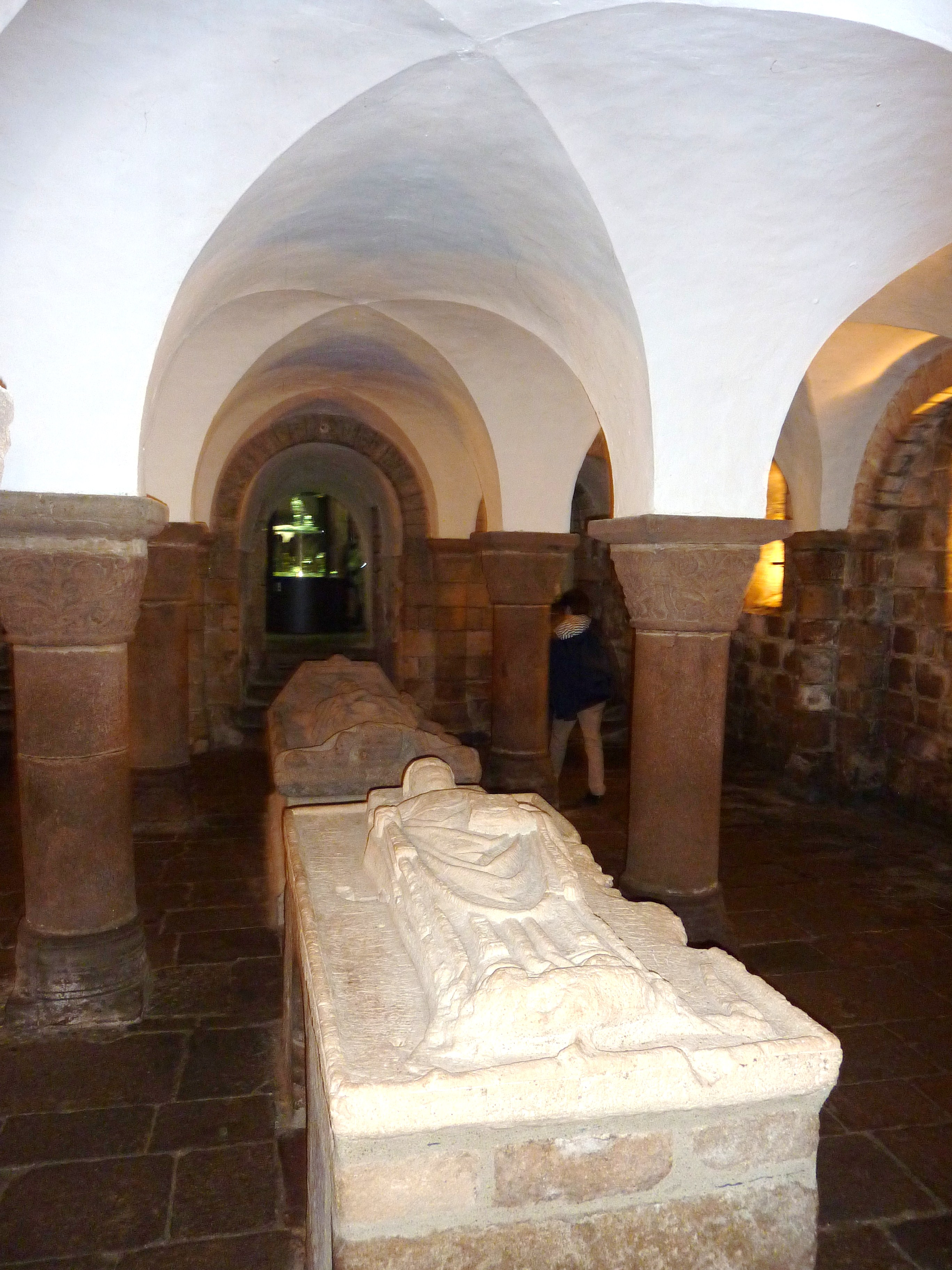
Cripta y estatua yacente de saint Urlou/Gurloës.

- Iglesia Notre-Dame de l'Assomption. De estilo gótico, se sitúa en la ciudad alta y reemplazó como parroquia a la Iglesia Saint-Michel.
- Ti ar Waregerien ("Casa de los arqueros"). Edificio del siglo XVI restaurado recientemente, es un excelente ejemplo de la arquitectura de la época.
- Hospital Frémeur. Uno de los últimos ejemplos de los hospitales medievales del oeste de Francia.

## Demografía
| 4 549 | 5 617 | 4 263 | 4 724 | 5 261 | 5 541 | 5 791 | 6 114 | 6 375 | 6 240 | 6 863 | 6 253 | 6 533 | 6 821 | 7 156 | 8 049 | 8 306 | 9 036 | 9 176 | 9 188 | 8 995 | 8 969 | 9 062 | 9 335 | 10 679 | 10 030 | 10 272 | 10 698 | 10 907 | 11 067 | 10 748 | 10 850 | 10 877 | 12 052 |
| Para los censos de 1962 a 1999 la población legal corresponde a la población sin duplicidades (Fuente: INSEE [Consultar]) |       |       |       |       |       |       |       |       |       |       |       |       |       |       |       |       |       |       |       |       |       |       |       |        |        |        |        |        |        |        |        |        |        |